# Prote (Messénia)
Prote (em grego: Πρώτη; romaniz.: Próti) é uma ilha grega situada no mar Jónico, ao largo da costa do sudoeste do Peloponeso, que faz parte das ilhas Jónicas apesar de pertencer administrativamente à unidade municipal de Gargaliani, que por sua vez faz parte do município de Trifilia, da unidade regional da Messénia e da região do Peloponeso. Segundo o censo de 2001 tinha quatro habitantes permanentes.[carece de fontes?]
Situa-se a 1,2 km da costa de Marathopoli e não tem nascentes ou poços de água. É usada para pastorear ovelhas. Tem vários vestígios arqueológicos e o mosteiro da Assunção de Gorgopigi, situado a norte da praia de Vurlias, que é o destino de uma romaria popular nos dias 15 de 23 de agosto.

## História
O nome da ilha provém do deus grego Proteu, pastor dos rebanhos do deus do mar Posidão.
A ilha tem grande valor arqueológico, nela existindo ruínas de uma acrópole com muralhas e um torrão circular do período micénico (c.  1600–1100 a.C.) ou pré-clássico. No sítio arqueológico de Grammeno encontraram-se cerca de 30 inscrições das épocas pós-clássica, romana e bizantina, com petições para viagens seguras, provenientes dos viajantes que ali estiveram com os seus navios durante tempestades que pediam a proteção dos deuses para prosseguirem a sua viagem de forma segura. Há também uma igreja dedicada a Nossa Senhora que foi construída sobre um antigo templo dedicado a Ártemis Efploias.
Tucídides (século V a.C.) mencionou a ilha, que descreve como deserta e como o local onde uma frota ateniense de 50 navios proveniente de Zacinto ancorou temporariamente durante uma noite, durante o sétimo ano da Guerra do Peloponeso (434–401 a.C.). No dia seguinte, a frota derrotou os espartanos em Pilo. Prote foi também mencionada por Estrabão e outros autores da Antiguidade. De acordo com a tradição local, a ilha foi uma base naval e um refúgio de piratas, cruzados e sarracenos, que ali teriam escondido tesouros. O pirata mais célebre a usar Prote foi Maniatis Katoulias